# Ursula Friese
Ursula „Ulli“ Friese (* 4. November 1919 in Deutschland; † nach 1983) war eine deutsche Sängerin und Schauspielerin bei Bühne und Film.

## Leben und Wirken
Als Ulli Friese ist die Künstlerin, zunächst noch ohne Festengagement, seit Mitte der 1930er Jahre nachzuweisen. Während des Zweiten Weltkriegs und in den ersten Jahren nach 1945 gehörte Friese dem Metropol-Theater an, wo sie sich vor allem als Sängerin einen Namen machte. In der frühen Nachkriegszeit trat sie auch an Kleinkunstbühnen wie dem Berliner Kammerbrettl auf. Mit Beginn der 1950er Jahre übernahm sie für kurze Zeit die Leitung des Berliner Kleinstbühne „Berliner Bär“, ehe sie 1953 nach Duisburg übersiedelte.
In ihren jungen Jahren trat Ursula Friese, seit sie 16 geworden war, mit kleinen Rollen auch in einer Reihe von Filmen auf, darunter Gustaf Gründgens’ ambitionierte Effi-Briest-Adaption Der Schritt vom Wege und nach dem Krieg auch zwei DEFA-Produktionen. Nach 1952 ist sie mit keinem Festengagement mehr nachzuweisen, offensichtlich trat Ursula Friese lediglich mit Stückverträgen oder als Gastsängerin auf. 1983, nach Jahren nicht dokumentierbarer Aktivitäten, wird sie als eine von zwei Assistentinnen Rudi Carrells in der am Silvestertag 1983 ausgestrahlten Fernsehshow „Unterm Regenbogen“ erwähnt. Dort stellte sich auch heraus, dass Ursula Friese eine Tante des Showmoderators Frank Elstner war.

## Filmografie
- 1936: Der schüchterne Casanova
- 1936: Die Stunde de Versuchung
- 1937: Fanny Elßler
- 1939: Der Schritt vom Wege
- 1939: Wie werd’ ich bloß die Perle los? (Kurzfilm)
- 1948: Straßenbekanntschaft
- 1951: Die letzte Heuer
- 1983: Unterm Regenbogen (Fernsehshow)